# Marion Thénault
Marion Thénault (ur. 9 kwietnia 2000 w Sherbrooke) – kanadyjska narciarka dowolna, specjalizująca się w skokach akrobatycznych, brązowa medalistka olimpijska.
Po raz pierwszy na arenie międzynarodowej pojawiła się 30 listopada 2018 roku w Ruce, gdzie w zawodach Pucharu Europy zajęła ósme miejsce. W Pucharze Świata zadebiutowała 7 lutego 2020 roku w Deer Valley, zajmując 18. miejsce. Tym samym już w debiucie zdobyła pierwsze pucharowe punkty. Na podium zawodów tego cyklu pierwszy raz stanęła 23 stycznia 2021 roku w Moskwie, kończąc rywalizację na trzeciej pozycji. W zawodach tych wyprzedziły ją jedynie Winter Vinecki z USA i Australijka Laura Peel.
W 2021 roku wystąpiła na mistrzostwach świata w Ałmaty, gdzie zajęła szóste miejsce indywidualnie i drużynowo.

## Osiągnięcia

### Igrzyska olimpijskie
| Miejsce | Dzień     | Rok  | Miejscowość | Konkurencja              | Zwycięzca         |
| ------- | --------- | ---- | ----------- | ------------------------ | ----------------- |
| 3.      | 10 lutego | 2022 | Pekin       | Skoki akrobatyczne druż. | Stany Zjednoczone |
| 7.      | 14 lutego | 2022 | Pekin       | Skoki akrobatyczne       | Xu Mengtao        |

### Mistrzostwa świata
| Miejsce | Dzień    | Rok  | Miejscowość | Konkurencja                  | Zwyciężczyni                  |
| ------- | -------- | ---- | ----------- | ---------------------------- | ----------------------------- |
| 6.      | 10 marca | 2021 | Ałmaty      | Skoki akrobatyczne           | Laura Peel                    |
| 6.      | 11 marca | 2021 | Ałmaty      | Skoki akrobatyczne drużynowo | Rosyjska Federacja Narciarska |

### Puchar Świata

#### Miejsca w klasyfikacji generalnej
- sezon 2019/2020: 33.

Od sezonu 2020/2021 klasyfikacja skoków akrobatycznych jest jednocześnie klasyfikacją generalną.
- sezon 2020/2021: 3.
- sezon 2021/2022: 8.

#### Miejsca na podium w zawodach
1. Moskwa – 23 stycznia 2021 (skoki) – 3. miejsce
2. Ałmaty – 13 marca 2021 (skoki) – 1. miejsce
3. Le Relais – 5 stycznia 2022 (skoki) – 2. miejsce